# Čechy (Slovacchia)
Čechy (in ungherese Komáromcsehi) è un comune della Slovacchia facente parte del distretto di Nové Zámky, nella regione di Nitra.